# Страсти по-итальянски
«Страсти по-итальянски» («Incantesimo») — итальянский драматический телесериал в жанре медицинской драмы, транслировавшийся RAI с 1998 по 2008 год. Драма повествует о судьбе работников клиники «Life» в Риме. Сериал известен благодаря участию в нём известных актёров, а также насыщенному сюжету, который держал зрителей в напряжении на протяжении десяти сезонов.

## Сюжет
Клиника «Life» — одна из лучших во всей Италии. Ежедневно в ней проходят множество операций — от сложнейших до простейших. Но мало кто знает о том, что происходит за стенами этой клиники. Работники этой клиники заводят служебные романы, влюбляются, изменяют друг другу, попадают в криминальные ситуации. Конкуренты недолюбливают эту клинику и постоянно устраивают провокации, чтобы закрыть ненавистную «Life» навсегда.
В телесериале особенно широко затрагивается множество сложных социальных и личных проблем, необычные человеческие увлечения и привычки, часто не поддающиеся однозначному определению и оценке.

## Производство
Изначально телесериал задумывался для досуга зрителей, не смотревших Чемпионат мира по футболу 1998. Было отснято 10 эпизодов. Продолжение не планировалось, но телесериал собрал более 4 миллионов зрителей во время показа. Этот факт вдохновил режиссёров и продюсеров снять новые эпизоды. Был снят второй сезон, который стал куда более динамичным и драматичным. Успех повлёк за собой производство новых сезонов. На протяжении всей своей истории, телесериал показывал хорошие рейтинги.
Сюжет каждого сезона вращается вокруг одной пары молодых медиков, которые строят свои отношения, несмотря на кучу проблем из прошлого и настоящего. Кроме приключенческого контента, в телесериале затрагивались различные социальные проблемы, такие как насилие в отношении женщин (в том числе феминицид), иммиграция, гомосексуализм, бюрократия и другие.
Телесериал был закрыт в 2008 году, после 10 сезонов. Последние сезоны показывали стабильно хорошие рейтинги, но они были значительно ниже чем у самых первых эпизодов. Телесериал стал важной частью итальянской массовой культуры.